# Infraphulia illimani
Infraphulia illimani es una especie de mariposa, de la familia de las piérides, que fue descrita originalmente con el nombre de Phulia illimani, por Gustav Weymer, en 1890, a partir de ejemplares procedentes de Bolivia.

## Distribución
Infraphulia illimani tienen una distribución restringida a la región Neotropical y ha sido reportada en Bolivia y Perú.

## Plantas hospederas
Las larvas de I. illimani se alimentan de plantas de la familia Brassicaceae.